# 上骑都尉
上骑都尉，中國唐代、朝鮮高麗勋官中的一阶，正五品上，仅次于轻车都尉。

## 沿革
武德七年，唐高祖设置勋官十二阶，上骑都尉位列第七阶，等同于正五品，凡是策勋六转就可以被封为上骑都尉。
咸亨五年三月，上骑都尉被令和通议大夫、上仪同三司同一阶。
被封为上骑都尉后可以拿到永业田六顷，但是如果没有为其子孙求地，等子孙继承其勋爵后土地会被剥夺一半。不过哪怕袭爵者被除名，名下的这些永业田也不能追回。

### 书目
- 旧唐书
- 新唐书
- 唐六典
- 册府元龟

### 引用
1. ↑  《旧唐书》志第二十二：“正第五品上...上骑都尉勋官”
2. ↑  《旧唐书》志第二十二：”至七年颁令定用上柱国柱国上大将军大将军上轻车都尉轻车都尉上骑都尉骑都尉骁骑尉飞骑尉云骑尉武骑尉凡十二等起正二品至从七品“
3. ↑  《旧唐书》志第二十三：“六转为上骑都尉比正五品”
4. ↑  《旧唐书》志第二十二：“咸亨五年三月更下诏申明各以类相比...通议大夫及上仪同三司比上骑都尉”
5. ↑  《新唐书》志第四十五：“亲王以下又有永业田百顷...上骑都尉六顷”
6. ↑  《唐六典》卷三：“上骑都尉六顷...其地并于寛乡请授亦任隔越请射莅帅皆许传之子孙不在此授之限若未请受而身亡者子孙不合追请若袭爵者祖父未请地其子孙减初受封者之半“
7. ↑  《册府元龟》卷四九五：“诸永业田皆传子孙不在收授之限即子孙犯除名者所承之地亦不追”